# Eduard Nápravník
Eduard Francevič Nápravník (ur. 24 sierpnia 1839 w Býšť, zm. 10 listopada?/23 listopada 1916 w Piotrogrodzie) – czesko-rosyjski kompozytor i dyrygent.

## Życiorys
Początkowo uczył się gry na fortepianie u wiejskiego nauczyciela, J. Půhonnego, następnie w latach 1850–1852 kształcił się w Dašicach u swojego wuja, Augustina Svobody. Od 1853 do 1854 roku uczył się w szkole organistów w Pradze u Franza Pitscha i Františka Blažka, pobierał też kurs instrumentacji u Jana Bedřicha Kittla. Uczęszczał również do szkoły pianistycznej Petera Maydla, gdzie następnie w latach 1856–1861 wykładał. W 1861 roku wyjechał do Petersburga, gdzie najpierw prowadził prywatną orkiestrę księcia Nikołaja Jusupowa (1861–1863), a później był korepetytorem w Teatrze Maryjskim (1863–1867). Od 1867 roku był drugim, a od 1869 roku do śmierci pierwszym dyrygentem Teatru Maryjskiego. W latach 1869–1881 dyrygował koncertami Rosyjskiego Towarzystwa Muzycznego. W 1888 roku otrzymał tytuł szlachecki.
Jako dyrygent Teatru Maryjskiego podniósł jego poziom muzyczny, wzbogacając instrumentarium, powiększając obsadę orkiestry i chóru, a także dbając o dobór solistów. Prezentował bogaty repertuar operowy, głównie twórców rosyjskich. Poprowadził prawykonania oper m.in. Czajkowskiego (Mazepa, 1884 i Dama pikowa, 1890), Musorgskiego (Borys Godunow, 1874), Dargomyżskiego (Kamienny gość, 1872) i Rimskiego-Korsakowa (Pskowianka, 1875 i Śnieżka, 1881). Dyrygował rosyjską premierą Pierścienia Nibelunga Richarda Wagnera (1900–1905). Czajkowski zadedykował mu swoją operę Dziewica Orleańska.
Skomponował opery Niżegorodcy (wyst. Petersburg 1869), Harold (wyst. Petersburg 1886), Dubrowski (wyst. Petersburg 1895) i Francesca da Rimini (wyst. Petersburg 1902), a także m.in. 4 symfonie (I przed 1860, II 1873, III 1874, IV Demon 1879), Koncert fortepianowy (1879), ponadto utwory kameralne i fortepianowe.